# 편향

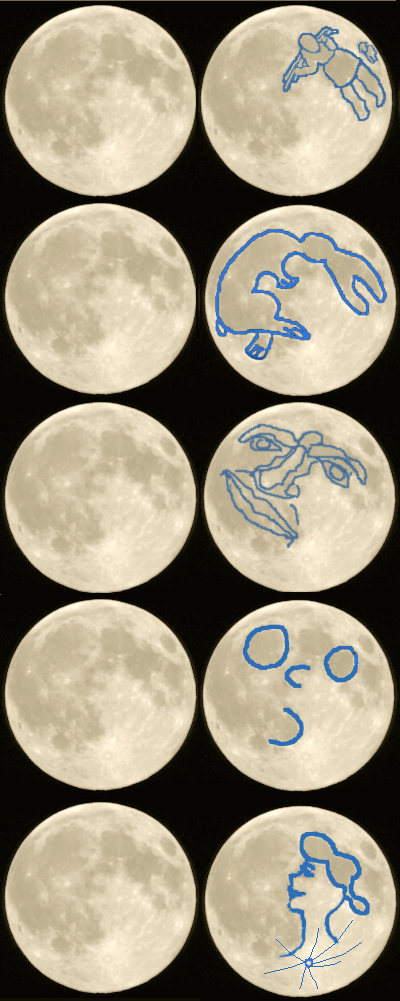
달의 무작위적인 분화구 패턴에 대한 해석. 파레이돌리아로 인한 지각적 편향의 흔한 예.

편향(한국 한자: 偏向, 영어: bias)은 생각이나 사물에 대해 불균형적으로 치우친 비중을 두는 것으로, 대개 부정확하거나 폐쇄적이거나 편견에 사로잡히거나 불공평한 방식이다. 편향은 타고나거나 학습될 수 있다. 사람들은 개인, 집단 또는 신념에 대해 편향을 가질 수 있다. 과학 및 공학에서 편향은 체계적 오류이다. 통계적 편향은 모집단에 대한 불공정한 표본 추출이나 평균적으로 정확한 결과를 제공하지 않는 추정 과정에서 발생한다.

## 어원
이 단어는 고대 오크어에서 고대 프랑스어의 'biais'("옆으로, 비스듬히, 나뭇결에 반하여")로, 다시 프랑스어의 'biais'("경사, 기울기, 비스듬함")로 파생된 것으로 보인다.
이 단어는 한쪽에 더 큰 무게를 둔 공을 지칭하는 론볼 게임을 통해 영어에 유입된 것으로 보인다. 그 후 "한쪽으로 치우친 마음의 경향"이라는 비유적인 의미로 확장되었고, 처음에는 특히 법률 분야에서 "부당한 성향 또는 편견"을 의미하게 되었다. 또는 선박의 무게 중심을 낮춰 안정성을 높이고 선박이 한쪽으로 기울어지지 않게 하는 데 사용되는 밸러스트와 관련이 있다.

## 유형

### 인지 편향
인지 편향은 사고, 평가, 기억 또는 기타 인지 과정에서 반복되거나 기본적인 실수를 의미한다. 즉, 판단에서 표준에서 벗어나는 패턴으로, 추론이 불합리하게 생성될 수 있다. 사람들은 자신의 지각을 통해 자신만의 "주관적인 사회적 실재"를 만들며, 세상에 대한 그들의 시각이 그들의 행동을 결정할 수 있다. 따라서 인지 편향은 때때로 지각 왜곡, 부정확한 판단, 비논리적인 해석 또는 광범위하게 비합리성이라고 불리는 것으로 이어질 수 있다. 그러나 일부 인지 편향은 적응적으로 간주되어 적절한 상황에서 성공으로 이어질 수 있다. 또한, 인지 편향은 교육을 통해 작업에 대한 더 빠른 결과가 정확성보다 더 가치 있을 때 더 빠른 선택을 가능하게 할 수 있다. 다른 인지 편향은 인간의 처리 능력 한계의 "부산물"이며, 적절한 정신적 메커니즘의 부재 또는 단순히 정보 처리에서의 인간적 한계에서 비롯된다.

#### 앵커링
앵커링은 정보를 접할 때 결정을 내릴 때 처음 접하는 정보에 의존하는 경향을 설명하는 심리적 휴리스틱이다. 이 휴리스틱에 따르면, 개인은 암묵적으로 제안된 기준점("앵커")에서 시작하여 이를 조정하여 추정치에 도달한다. 예를 들어, 중고차에 대해 처음 제시된 가격은 나머지 협상에 대한 기준을 설정하므로, 초기 가격보다 낮은 가격은 중고차의 가치보다 여전히 높더라도 더 합리적으로 보인다.

#### 아포페니아
아포페니아는 패터니시티(patternicity) 또는 에이전시티(agenticity)라고도 알려져 있으며, 무작위적인 데이터 속에서 의미 있는 패턴을 인식하는 인간의 경향이다. 아포페니아는 도박에 대한 합리화로 잘 문서화되어 있다. 도박꾼들은 복권, 카드 게임, 룰렛에서 나타나는 숫자에서 패턴을 본다고 상상할 수 있다. 이 현상 중 하나는 "도박사의 오류"라고 알려져 있다.
파레이돌리아는 아포페니아의 시각적 또는 청각적 형태이다. 파레이돌리아와 히에로파니가 결합하여 고대 사회가 혼돈을 정리하고 세상을 이해하는 데 도움이 되었을 수 있다고 제안되었다.

#### 귀인 편향
귀인 편향은 개인이 자신과 타인의 행동에 대한 설명을 평가하거나 찾으려 할 때 발생할 수 있다. 사람들은 자신과 타인의 행동 원인에 대해 귀인하지만, 이러한 귀인이 반드시 현실을 정확하게 반영하는 것은 아니다. 객관적인 관찰자로서 행동하기보다는, 개인은 자신의 사회적 세계에 대한 편향된 이해를 유도하는 지각적 실수를 저지르는 경향이 있다. 다른 사람을 판단할 때는 그들의 행동이 인격과 같은 내적 요인의 결과라고 가정하는 경향이 있는 반면, 우리 자신의 행동은 외부 환경의 필요성 때문에 발생한다고 가정하는 경향이 있다. 귀인 편향에는 궁극적 귀인 오류, 기본적 귀인 오류, 행위자-관찰자 편향, 자기 고양적 편견과 같은 다양한 종류가 있다.
귀인 편향의 예시:

#### 확증 편향

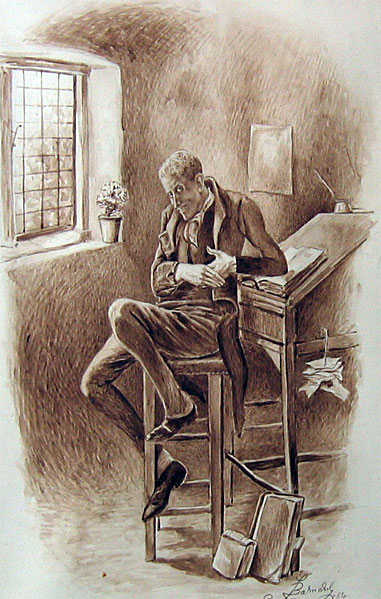
확증 편향은 찰스 디킨스의 등장인물 유라이아 힙처럼 개인의 믿음을 다시 반향하는 내부적인 "예스맨"으로 묘사되어 왔다.

확증 편향은 자신의 믿음이나 가설을 확인하는 방식으로 정보를 탐색, 해석, 선호, 그리고 기억하는 경향이며, 반대되는 정보에는 불균형적으로 적은 주의를 기울이는 것이다. 이 효과는 정서적으로 격앙된 문제와 깊이 뿌리박힌 믿음에서 더 강하게 나타난다. 사람들은 또한 모호한 증거를 기존의 입장을 지지하는 것으로 해석하는 경향이 있다. 편향된 탐색, 해석 및 기억은 태도 양극화 (다른 당사자들이 동일한 증거에 노출되었음에도 불구하고 불일치가 더욱 극심해지는 경우), 믿음 지속 (믿음에 대한 증거가 거짓으로 드러난 후에도 믿음이 지속되는 경우), 비합리적인 초두 효과 (일련의 정보에서 초기에 접한 정보에 더 크게 의존하는 것) 및 환각적 상관 (사람들이 두 사건이나 상황 사이에 거짓으로 연관성을 인식하는 경우)을 설명하는 데 인용되었다. 확증 편향은 개인적인 믿음에 대한 과신에 기여하고, 상반되는 증거가 있음에도 불구하고 믿음을 유지하거나 강화할 수 있다. 이러한 편향으로 인한 잘못된 의사결정은 정치적 및 조직적 맥락에서 발견되었다.

#### 프레이밍
프레이밍은 대중 매체 출처, 정치 또는 사회 운동, 정치인 등에 의한 사회 현상의 사회적 구성을 포함한다. 이는 사람들이 실재를 조직하고 인식하며 소통하는 방식에 영향을 미친다. 이는 청중과 제시되는 정보의 종류에 따라 긍정적일 수도 있고 부정적일 수도 있다. 정치적 목적을 위해 프레이밍은 종종 해결책이 필요한 문제를 암시하는 방식으로 사실을 제시한다. 정당 구성원들은 당면한 상황에 대한 가장 적절한 행동 방침으로 자신들의 정치적 성향에 유리한 해결책이 보이도록 문제를 프레이밍하려고 시도한다. 사회 이론에서 이해되는 프레이밍은 해석 도상, 즉 개인이 사건을 이해하고 반응하는 데 의존하는 사례 증거와 고정관념의 집합체이다. 사람들은 세상을 이해하기 위해 필터를 사용하며, 그들이 내리는 선택은 프레임 생성에 의해 영향을 받는다.
문화적 편향은 자신의 문화에 내재된 기준으로 현상을 해석하고 판단하는 관련 현상이다. 색깔, 신체 부위의 위치, 짝짓기, 정의 개념, 언어학적 및 논리학적 타당성, 증거의 수용성, 금기에 대한 문화적 규범과 관련된 수많은 편향이 존재한다. 평범한 사람들은 다른 사람들을 기본적으로 동일하며, 유의미하게 더 가치 있거나 덜 가치 있지 않고, 아마도 다른 집단과 다른 땅에 감정적으로 연결되어 있다고 생각하는 경향이 있다.

#### 후광 효과와 뿔 효과
후광 효과와 뿔 효과는 관찰자가 사람, 조직, 브랜드, 또는 제품에 대해 갖는 전반적인 인상이 해당 개체의 특성이나 속성에 대한 느낌에 영향을 미치는 경우이다.
후광 효과라는 이름은 성자의 후광 개념에 기반을 두고 있으며, 확증 편향의 특정 유형으로, 한 분야의 긍정적인 감정이 의문스럽거나 알려지지 않은 특성들을 긍정적으로 보이게 만든다. 관찰자가 어떤 것의 한 측면을 좋아한다면, 그들은 그 모든 것에 대해 긍정적인 성향을 갖게 될 것이다. 신체적 매력이 후광 효과를 유발하는 것으로 나타났다. 후광 효과는 브랜드 마케팅 분야에서도 나타나며, 기업 및 비정부 기구 (NGO)에 대한 인상에 영향을 미친다.
후광 효과의 반대는 뿔 효과로, "개인들이 (부정적인) 특성들이 서로 연결되어 있다고 믿을 때" 발생한다. 뿔 효과라는 용어는 악마의 뿔을 지칭한다. 이는 부정적인 방향으로 작용하는데, 관찰자가 어떤 것의 한 측면을 싫어한다면, 다른 측면에도 부정적인 성향을 갖게 될 것이다.

#### 자기 고양적 편견
자기 고양적 편견은 개인이 자아존중감을 유지하고 향상시키려는 욕구에 의해 인지적 또는 지각적 과정이 왜곡되는 경향이다. 이는 성과를 우리 자신의 능력과 노력 덕분으로 여기고, 실패는 외부 요인 탓으로 돌리며, 부정적인 비판의 타당성을 무시하고, 긍정적인 자질과 성과에 집중하면서 결점과 실패를 간과하는 경향이다. 연구에 따르면 이러한 편견은 직장에서, 대인 관계에서, 스포츠 경기에서, 그리고 소비자 결정에서 행동에 영향을 미칠 수 있음을 보여주었다.

#### 현상 유지 편향
현상 유지 편향은 정서적 편향으로, 현재 상태를 선호하는 경향이다. 현재의 기준점(또는 현상)은 참조점으로 받아들여지고, 그 기준점에서 벗어나는 모든 변화는 손실로 인식된다.
현상 유지 편향은 현재 상태가 객관적으로 사용 가능한 대안보다 우수하거나 불완전한 정보가 중요한 문제일 때와 같이, 현황에 대한 합리적인 선호와 구별되어야 한다. 그러나 현상 유지 편향이 인간의 의사결정에 자주 영향을 미친다는 상당한 증거가 있다.

### 이해충돌
이해충돌은 개인이나 단체가 잠재적으로 부패를 야기할 수 있는 교차하는 이해관계(재정적, 개인적 등)를 가질 때 발생한다. 잠재적 갈등은 실제 부적절한 행동과는 독립적이며, 부정부패 또는 부패의 징후가 발생하기 전에 발견되고 의도적으로 해소될 수 있다. "이해충돌은 1차적 이해관계에 대한 전문적 판단이나 행동이 2차적 이해관계에 의해 부당하게 영향을 받을 위험을 초래하는 일련의 상황이다." 이는 의사 결정이 보조적인 이익에 부당하게 영향을 받을 위험이 합리적으로 받아들여지는 상황에 존재한다.

#### 부정부패
이해충돌은 의사 결정자가 의사 결정 과정에서 특정 개인, 조직 또는 실체에 유리하도록 결과에 영향을 미치려는 부패 행위에 참여할 때 발생한다. 예를 들어, 특정 당사자에게 유리하도록 뇌물이나 리베이트를 요구하는 시도는 이해충돌을 야기한다. 특히 뇌물 시도가 보고되지 않는 상황에서는 그러한 대가 지불을 제안받은 개인에게도 인지된 이해충돌이 발생할 수 있다.
금전 거래를 제한하는 법률은 형법에 따라 관할권마다 다를 수 있다. 예를 들어, 일부 국가에서는 현금 형태의 정치 선거 운동 기부를 범죄로 규정하지만, 다른 국가에서는 기부자가 선거법을 준수하는 한 현금 기부를 허용한다.

#### 편애
편애는 때때로 내집단 편애 또는 내집단 편향으로 알려져 있으며, 자신의 내집단 구성원을 외집단 구성원보다 선호하는 패턴을 의미한다. 이는 타인에 대한 평가, 자원 배분 및 기타 여러 방식으로 표현될 수 있다. 이것은 심리학자, 특히 사회심리학자에 의해 연구되었으며 집단 갈등 및 편견과 연관되어 있다. 정실주의는 오랜 친구에 대한 편애, 특히 그들의 자격과 관계없이 권위 있는 직책에 임명하는 것을 의미한다. 족벌주의는 친족에게 주어지는 편애이다.

#### 로비 활동

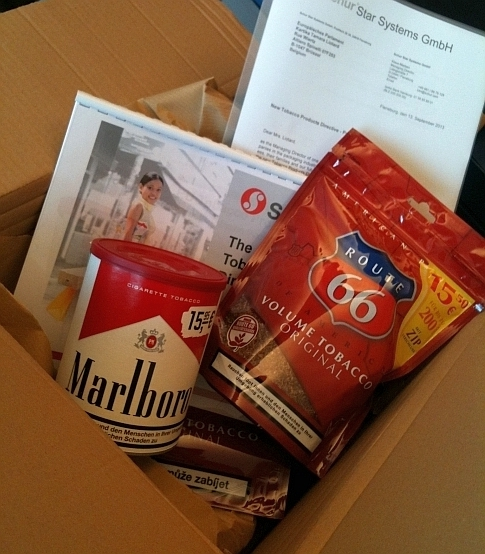
담배 로비스트들이 2013년 9월 네덜란드 유럽 의회 의원 카르티카 리오타르드에게 제공한 상자

로비 활동은 행정가, 종종 입법자 또는 행정 기관의 개인들이 내린 결정에 영향을 미치려는 시도이다. 로비스트는 입법자의 선거구에 속할 수도 있고 아닐 수도 있으며, 사업으로 로비 활동에 참여할 수도 있고 아닐 수도 있다. 로비 활동은 종종 경멸적으로 언급되며, 이는 지나친 사회경제적 권력을 가진 사람들이 자신의 이익을 위해 법을 부패시키는 것을 의미한다. 다른 사람들을 대표하여 행동할 의무가 있는 사람들, 예를 들어 유권자의 이익이나 더 넓게는 공동선을 위해 봉사할 의무가 있는 선출직 공무원이 특정 사적 당사자의 이익에 봉사하도록 법을 형성함으로써 이득을 얻으려 할 때 이해충돌이 발생한다. 이는 논쟁의 모든 측면에서 로비스트를 통해 문제를 흔들려 하는 결과로 이어질 수 있다.

#### 규제 문제
자주조정은 조직이 법적, 윤리적 또는 안전 표준 준수를 외부의 독립 기관(예: 제3자 주체)이 모니터링하고 시행하는 대신 스스로 모니터링하는 과정이다. 어떤 집단의 자주조정도 이해충돌을 야기할 수 있다. 기업이나 정부 관료와 같은 조직이 자신들의 집단 내에서 비윤리적 행동을 제거하도록 요청받으면, 단기적으로는 행동 자체보다는 비윤리적 행동의 외관을 제거하는 것이 그들의 이익에 부합할 수 있다.
규제 포획은 공익을 위해 설립된 규제 기관이 자신이 규제해야 할 산업이나 분야를 지배하는 특정 이익 단체의 상업적 또는 정치적 관심사를 대신하여 추진할 때 발생할 수 있는 정치적 부정부패의 한 형태이다. 규제 포획은 정책 또는 규제 결정 결과에 이해관계가 높은 집단이나 개인은 자신들이 선호하는 정책 결과를 얻기 위해 자원과 에너지를 집중할 것으로 예상되는 반면, 결과에 대한 개별 이해관계가 미미한 대중 구성원들은 이를 완전히 무시할 것이기 때문에 발생한다. 규제 포획은 규제 기관이 본질적으로 노출되는 위험이다.

#### 야바위꾼
야바위꾼(Shilling)은 관중들에게 자신이 일하는 판매자의 활기찬 자율적인 고객이라는 느낌을 의도적으로 주는 행위이다. 야바위꾼의 효과는 군중심리학에 의존하여 다른 관중이나 청중이 상품이나 서비스(또는 마케팅되는 아이디어)를 구매하도록 장려한다. 야바위꾼 행위는 일부 지역에서는 불법이지만, 다른 지역에서는 합법이다. 야바위꾼 행위의 한 예는 자율적인 의견으로 보이는 유료 리뷰이다.

### 통계적 편향
통계적 편향은 데이터 수집 과정에서 체계적인 경향이 나타나 불균형하고 오해의 소지가 있는 결과를 초래하는 것이다. 이는 표본 선택 방식이나 데이터 수집 방식 등 여러 가지 방식으로 발생할 수 있다. 이는 통계적 기법 또는 그 결과의 속성으로, 결과의 기댓값이 추정되는 실제 기본 정량적 매개변수와 다르다.

#### 예측 편향
예측 편향은 결과와 해당 수량의 예측치 사이에 일관된 차이가 있을 때 발생한다. 즉, 예측치가 전반적으로 너무 높거나 너무 낮은 경향을 가질 수 있다.

#### 관찰자 기대 효과
관찰자 기대 효과는 연구원의 기대가 무의식적으로 실험 참가자들에게 영향을 미 미치는 경우이다. 이는 일반적으로 이중 맹검법을 사용하여 제어되며, 이중 맹검 실험의 발전에 중요한 이유가 되었다.

#### 보고 편향과 사회적 바람직성 편향
역학 및 실증적 연구에서 보고 편향은 피험자나 연구자에 의한 바람직하지 않은 행동의 "정보의 선택적 공개 또는 억제"로 정의된다.
이는 예상치 못하거나 바람직하지 않은 실험 결과를 과소보고하는 경향을 의미하며, 예상되거나 바람직한 결과에는 더 신뢰를 주는 경향이 있다. 이는 각 사례가 현상 유지를 강화하고, 나중에 실험자들이 이전 실험자들이 다른 결과를 보고했음을 관찰함으로써 자신들의 보고 편향을 정당화하면서 전파될 수 있다.
사회적 바람직성 편향은 사회 과학 연구 내에서 설문 응답자가 타인에게 긍정적으로 비칠 방식으로 질문에 답하는 경향이 있는 편향이다. 이는 칭찬할 만한 행동을 과도하게 보고하거나, 바람직하지 않은 행동을 과소보고하는 형태로 나타날 수 있다. 이러한 편향은 평균적인 경향뿐만 아니라 개인차의 해석에도 방해가 된다. 이러한 경향은 자기보고 설문지에서 중요한 문제를 나타내며, 특히 능력, 인격, 성 행동, 약물 사용에 대한 자기보고서가 우려된다.

#### 선택 편향

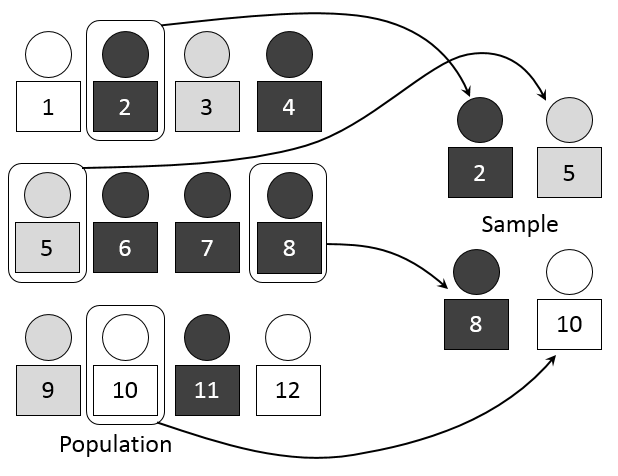
표본 추출은 모집단의 대표적인 통계적 표본을 수집하는 것으로 되어 있다.

선택 편향은 개인, 집단 또는 데이터가 분석을 위해 선택되는 방식에 의도적 또는 무의식적으로 도입되는 편향으로, 이러한 방식이 진정한 무작위화를 달성하지 못하여 얻어진 표본이 분석하고자 하는 모집단을 대표하지 못하게 할 때 발생한다. 이로 인해 전체 모집단과 크게 다를 수 있는 표본이 생성된다.

### 편견
편향과 편견은 보통 밀접하게 관련되어 있다고 여겨진다. 편견은 선입견, 즉 어떤 사건의 관련 사실을 알기 전에 의견을 형성하는 것이다. 이 단어는 종종 젠더, 정치적 의견, 사회 계급, 나이, 장애인, 종교, 성적 지향, 인종/민족성, 언어, 국적 또는 기타 개인적 특성 때문에 사람이나 개인에 대해 미리 형성된, 대개 불리한 판단을 지칭하는 데 사용된다. 편견은 또한 근거 없는 믿음을 지칭할 수 있으며 "합리적인 영향에 비정상적으로 저항하는 비합리적인 태도"를 포함할 수 있다.

#### 연령 차별
연령 차별은 연령을 기반으로 개인이나 집단을 고정관념화 및 차별하는 것이다. 이는 노년층 또는 젊은층에 대한 편견적인 태도를 언급하는 데 사용될 수 있다.

#### 계급 차별
계급 차별은 사회 계급을 기반으로 한 차별이다. 이는 상류층에 이익이 되고 하류층에게 손해가 되는 태도를 포함하거나 그 반대를 포함한다.

#### 루키즘
루키즘은 신체적 매력 또는 더 일반적으로 문화적 선호도에 부합하는 외모를 가진 사람들에 대한 고정관념, 편견, 그리고 차별이다. 많은 사람들은 자신의 외모를 바탕으로 타인에 대해 자동적인 판단을 내리며, 이는 그들이 그 사람들에게 어떻게 반응하는지에 영향을 미친다.

#### 인종 차별
인종 차별은 다른 인종을 지배하려는 욕구나 열등하다고 믿는 신념에 기반한 이념으로 구성된다. 또한 다른 인종의 구성원을 다르게 대우해야 한다고 주장할 수도 있다.

#### 성 차별
성 차별(性差別, 영어: sexism 섹시즘[*])은 사람의 성이나 젠더를 기반으로 한 편견 또는 차별이다. 성 차별은 누구에게나 영향을 미칠 수 있지만, 주로 여성과 소녀에게 영향을 미친다. 이는 성 역할과 고정관념과 연관되어 있으며, 한 성별이나 젠더가 다른 성별보다 본질적으로 우월하다는 믿음을 포함할 수 있다. 극단적인 성 차별은 성희롱, 강간, 기타 형태의 성폭력을 조장할 수 있다. 이러한 맥락에서 차별은 성정체성 또는 젠더나 성별 차이를 기반으로 사람들을 차별하는 것으로 정의된다. 이의 예시로는 직장 내 불평등이 있다. 성 차별은 젠더를 기반으로 한 형식적 평등의 위반을 의미하거나, 실질적 평등이라고도 불리는 젠더를 기반으로 한 결과 평등의 위반을 의미한다. 성 차별은 사회적 또는 문화적 관습과 규범에서 발생할 수 있다.

## 맥락적 편향

### 학계의 편향

#### 학문적 편향
학문적 편향은 학계 학자들이 자신들의 믿음이 그들의 연구와 과학 공동체를 형성하도록 허용하는 편향 또는 인지된 편향이다. 편향 주장은 종종 보수주의자들이 정치적 보수주의자와 종교적 기독교인에 대한 만연한 편향을 주장하는 것과 연결된다. 일부는 이러한 주장이 체계적인 편향을 신뢰성 있게 나타내지 않는 사례 증거에 기반을 두고 있다고 주장했으며, 이러한 분열은 보수주의자들이 학문적 경력을 추구하지 않는 자기 선택 때문이라고 제안했다.
교실 편향 인식이 성적 지향, 인종, 계급, 성별 문제와 종교만큼이나 또는 그 이상으로 뿌리박혀 있다는 일부 증거가 있다.

#### 실험자 편향
과학 연구에서 실험자 편향은 실험자의 기대가 실험 결과를 무의식적으로 편향시키는 경우 발생한다. 실험자 편향의 예시로는 피험자에게 영향을 미치는 요구특성 생성, 변경되거나 선택적인 실험 결과 기록 등 피험자 행동에 대한 의식적 또는 무의식적 영향이 포함된다. 또한 유도 질문을 하거나, 피험자가 유효성이나 질문을 요청할 때 중립적으로 다시 작업으로 돌려보내지 않는 것도 포함될 수 있다.

#### 펀딩 편향
펀딩 편향은 과학 연구가 연구의 재정 후원자의 이익을 지지하는 경향을 의미한다. 이 현상은 연구자들이 과거 출판된 연구의 편향을 조사하는 연구를 수행할 정도로 충분히 인식되고 있다. 이는 연구자들이 고용주에 대한 의식적 또는 무의식적 의무감, 연구부정행위 또는 의료 과실, 출판 편향, 또는 보고 편향으로 인해 발생할 수 있다.

#### FUTON 편향
FUTON(Full text on net) 편향은 학자들이 자신의 글에서 오픈 액세스—즉, 전체 텍스트를 무료로 인터넷에서 사용할 수 있는—학술지를 유료 액세스 간행물보다 더 많이 인용하는 경향을 말한다. 학자들은 인터넷에서 전체 텍스트를 사용할 수 있는 논문을 더 쉽게 발견하고 접근할 수 있어, 이러한 논문을 읽고 인용할 가능성이 높아지고, 이는 오픈 액세스 학술지의 피인용지수를 유료 액세스 학술지보다 높일 수 있다.
관련된 편향인 NAA 편향(No Abstract Available Bias)은 학자들이 온라인에 초록이 있는 학술지 논문을 그렇지 않은 논문보다 더 쉽게 인용하는 경향을 말한다.

#### 출판 편향
출판 편향은 학술 연구가 출판될 가능성에 관한 편향의 한 유형으로, 연구자와 학술지 편집자 사이에서 특정 결과(예: 유의미한 발견을 보여주는 결과)를 선호하는 경향이 있어 출판된 문헌에 문제가 있는 편향을 초래한다. 이는 문헌 고찰이 출판 편향에 오염된 원본 문헌에 기반을 둔다면 그 자체로 편향될 수 있으므로 더욱 전파될 수 있다. 실험에서 유의미한 결과는 설계의 질에 있어서 귀무 가설 결과가 나온 연구보다 우수하지 않은 것으로 나타나는 경우가 많다. 그러나 통계적으로 유의미한 결과는 귀무 가설 결과가 나온 논문보다 출판될 가능성이 세 배 더 높은 것으로 나타났다.

### 법 집행 편향

#### 흑인 운전시 차별
흑인 운전시 차별은 아프리카계 미국인 운전자에 대한 인종 프로파일링을 의미한다. 이 표현은 운전자가 인종적 편향 때문에 경찰관에게 정차되고, 질문을 받으며, 수색될 수 있음을 암시한다.

#### 인종 프로파일링
인종 프로파일링 또는 민족 프로파일링은 개별적인 의심보다는 인종적으로 관찰된 특성이나 행동을 근거로 특정 인종의 사람을 의심하거나 표적으로 삼는 행위이다. 인종 프로파일링은 일반적으로 법집행 기관에 의해 사용되는 것과 소수자에 대한 차별로 이어지는 것에 대해 언급된다.

#### 피해자 비난
피해자 비난은 잘못된 행위의 피해자가 자신에게 닥친 피해에 대해 비난받는 경우를 말한다. 피해자학 연구는 피해자를 책임 있는 존재로 인식하는 것을 완화하려 노력한다.

### 미디어의 편향
매체 편향은 사건 선택, 보도되는 이야기, 그리고 그 사건이 다루어지는 방식에 있어 언론인과 뉴스 제작자의 편향 또는 인지된 편향을 의미한다. 이 용어는 일반적으로 개별 언론인이나 기사의 관점보다는 저널리즘 표준을 위반하는 만연하거나 광범위한 편향을 암시한다. 여러 국가에서 매체 편향의 수준은 논쟁의 여지가 있다. 매체 편향을 보고하는 감시 단체도 있다.
매체 중립성의 실질적인 한계로는 언론인이 이용 가능한 모든 이야기와 사실을 보도할 수 없다는 점, 선택된 사실들을 일관된 내러티브로 연결해야 한다는 요구 사항, 노골적이고 은밀한 검열을 포함한 정부의 영향력, 뉴스 소유자의 영향력, 미디어 소유 구조의 집중화, 직원 선정, 의도된 관객의 선호도, 광고주의 압력 등이 있다.
편향은 인쇄기 발명과 함께 대중 매체가 탄생한 이래로 특징적인 요소였다. 초기 인쇄 장비의 비용은 미디어 생산을 제한된 수의 사람들에게만 허용했다. 역사가들은 출판사들이 종종 강력한 사회 집단의 이익을 위해 봉사했다는 사실을 발견했다.

#### 의제설정
의제설정은 언론이 특정 기사에 집중하는 능력을 설명하며, 뉴스 기사가 자주, 그리고 눈에 띄게 다루어지면 청중은 그 문제를 더 중요하게 여길 것이다. 즉, 중요성이 증가할 것이다.

#### 게이트키핑
게이트키핑은 정보와 뉴스가 각 개인이나 기업에 의해 대중에게 걸러지는 방식을 의미한다. 이는 "수많은 정보를 선별하고 가공하여 매일 사람들에게 도달하는 제한된 수의 메시지로 만드는 과정이며, 현대 공공 생활에서 미디어 역할의 중심이다. [...] 이 과정은 어떤 정보가 선택되는지뿐만 아니라 뉴스 같은 메시지의 내용과 성격이 어떠할지도 결정한다."

#### 선정주의
선정주의는 뉴스 기사와 내용에서 사건과 주제를 과장하여 사건에 대한 왜곡된 인상을 제시함으로써 기사의 진실을 왜곡할 수 있는 경우를 말한다. 선정주의는 중요하지 않은 문제와 사건에 대한 보도 또는 전문 저널리즘 표준에 어긋나게 뉴스 가치 있는 주제를 하찮거나 타블로이드 방식으로 제시하는 것을 포함할 수 있다.

### 기타 맥락

#### 교육 편향
교육 편향은 교육 시스템 내의 실제 또는 인지된 편향을 의미한다. 학교 교과서의 내용은 젊은이들을 대상으로 하므로 종종 논쟁의 대상이 되며, "화이트 워싱"이라는 용어는 비판적이거나 손상될 수 있는 증거 또는 언급을 선택적으로 제거하는 것을 지칭하는 데 사용된다. 종교가 지배적인 역할을 하는 국가에서는 교과서에 종교적 편향이 관찰된다. 교육 편향은 여러 형태를 가질 수 있다. 특히 공립 및 사립 학교의 교육학적 환경에서 간과되는 측면으로는 교사 편향과 STEM 연구에 진출하는 여성에 대한 일반적인 편향이 있는데, 이는 신뢰할 수 있는 또는 상업적인 빈곤과는 관련이 없어 부당하게 확대될 수 있다.

#### 귀납적 편향
귀납적 편향은 기계 학습 분야에서 발생한다. 기계 학습에서는 특정 출력을 예측할 수 있는 알고리즘을 개발하려고 한다. 이를 위해 학습 알고리즘에는 예상되는 연결을 보여주는 훈련 사례가 제공된다. 그런 다음 학습기는 새로운 예제로 테스트된다. 추가 가정이 없으면 알려지지 않은 상황이 예측 불가능할 수 있으므로 이 문제는 정확하게 해결할 수 없다. 학습 알고리즘의 귀납적 편향은 학습기가 접하지 않은 입력에 대해 출력을 예측하는 데 사용하는 가정 집합이다. 이는 학습기를 올바른 솔루션으로 편향시킬 수도 있고, 잘못된 솔루션으로 편향시킬 수도 있으며, 때로는 올바를 수도 있다. 귀납적 편향의 고전적인 예는 가장 간단하고 일관된 가설이 가장 좋다고 가정하는 오컴의 면도날이다.

#### 내부자 거래
내부자 거래는 회사에 대한 비공개 정보에 접근할 수 있는 개인이 공개 회사의 주식 또는 기타 유가증권 (채권 또는 주식 옵션 등)을 거래하는 것이다. 여러 국가에서 내부자 정보를 기반으로 한 거래는 불법으로 간주되는데, 이는 내부자 정보를 가진 투자자가 일반 투자자보다 훨씬 더 큰 이익을 얻을 수 있으므로 다른 투자자에게 불공평하다고 여겨지기 때문이다.

#### 승부조작
조직화된 스포츠에서 승부조작은 경기가 완전히 또는 부분적으로 미리 정해진 결과로 진행되어 경기 규칙과 종종 법률을 위반하는 경우를 말한다. 여기에는 다양한 이유가 있지만, 가장 흔한 이유는 도박꾼으로부터 대가를 받는 것이다. 선수들은 또한 미래에 이점을 얻기 위해(예: 더 나은 드래프트 픽 또는 플레이오프에서 더 쉬운 상대) 또는 핸디캡 시스템을 조작하기 위해 의도적으로 부진한 경기를 펼칠 수도 있다. 승부조작은 일반적으로 경기의 최종 결과를 조작하는 것을 의미한다. 스폿 조작으로 알려진 다른 형태의 승부조작은 경기 내에서 도박을 할 수 있지만 최종 결과 결정에 결정적이지 않을 가능성이 있는 작은 사건들을 조작하는 것을 포함한다.

### 암묵적 편향
암묵적 편향 또는 암묵적 고정관념은 특정 사회 집단의 구성원에게 특정 자질을 무의식적으로 부여하는 것이다.
암묵적 고정관념은 경험에 의해 형성되며, 특정 자질과 인종 및 성별을 포함한 사회적 범주 간의 학습된 연관성에 기반한다. 개인의 인식과 행동은 그들이 무의식적으로 그러한 고정관념을 가지고 있더라도, 그들이 가진 암묵적 고정관념에 의해 영향을 받을 수 있다. 암묵적 편향은 무의식적인 의도 없이 인식, 태도, 고정관념이 작동하는 현상인 암묵적 사회 인지의 한 측면이다. 예를 들어, 연구자들은 설문 조사 질문을 설계할 때 암묵적 편향을 가질 수 있으며, 그 결과 질문이 정확한 결과를 생성하지 못하거나 설문 조사 참여를 유도하지 못할 수 있다. 암묵적 편향의 존재는 심리학 문헌의 다양한 과학 기사에 의해 지지된다. 암묵적 고정관념은 1995년 마자린 바나지와 앤서니 그린왈드라는 심리학자에 의해 처음 정의되었다.

## 같이 보기
- 탐지 이론
- 의견
- 사료 비판
- 위키백과의 젠더 편향